# Evelyn Palla

Evelyn Palla (2021)

Evelyn Palla (* 24. September 1973 in Bozen) ist eine Südtiroler Managerin. Seit dem 1. Juli 2022 ist sie Vorständin der Deutschen Bahn AG und zugleich Vorstandsvorsitzende der DB Regio AG. Zuvor war sie drei Jahre Vorständin für Finanzen der DB Fernverkehr AG. Vor ihrem Wechsel zum Deutsche-Bahn-Konzern im März 2019 war Palla Mitglied des Vorstandes der ÖBB-Personenverkehr AG und Aufsichtsratsvorsitzende der ÖBB-Postbus AG.

## Leben
Evelyn Palla wurde am 24. September 1973 in Bozen geboren, wo sie auch aufwuchs. Sie studierte von 1992 bis 1997 Betriebswirtschaft an der Wirtschaftsuniversität Wien mit einem Gastsemester an der Universität zu Köln mit Schwerpunkt Unternehmensführung, Controlling und Rechnungslegung. Nach ihrem Studium arbeitete Palla zunächst von 1997 bis Ende 1998 bei Siemens UK in Newcastle upon Tyne im Bereich Operational Plant Controlling. Anschließend arbeitete sie als Referentin für Produktcontrolling bei Infineon Technologies in München. 2002 wechselte sie zur Österreichischen Handelskammer nach Tokio, dort war sie als Referentin für Finanzen und Controlling tätig.
2003 wechselte Palla zu E.ON nach München, wo sie als Referentin für Planung und Controlling arbeitete. Von 2006 bis 2008 war sie am Aufbau der E.ON-Tochter E wie einfach beteiligt. Sie war dort für den Aufbau der Controllingsysteme und des Reporting des Unternehmens verantwortlich. Anfang 2008 wechselte sie mehrere Jahre als Leiterin des Controllings zu E.ON Italia nach Mailand.
2011 zog Palla zurück nach Wien und begann dort ihre Tätigkeit für die ÖBB-Personenverkehr AG, zunächst als Leiterin Controlling für den Personenverkehr, später zusätzlich als Leiterin für den Schienenfahrzeugeinkauf des ÖBB-Personenverkehrs. Im Dezember 2015 wurde sie u. a. neben Valerie Hackl zu einem von drei Mitgliedern des Vorstands der ÖBB-Personenverkehr AG sowie zur Aufsichtsratsvorsitzenden der ÖBB-Postbus AG berufen. Sie verantwortete in der ÖBB-Personenverkehr AG als Vorständin die Ressorts Nah- und Regionalverkehr, Recht, Finanzen und Einkauf.
2019 wechselte sie in den Deutsche-Bahn-Konzern und wurde ab März 2019 zur Vorständin für Finanzen der DB Fernverkehr AG, einer Tochtergesellschaft der Deutschen Bahn AG, berufen.
Am 23. Juni 2022 wurde sie mit Wirkung zum 1. Juli 2022 zur Vorständin der Deutschen Bahn AG und zugleich zur Vorstandsvorsitzenden der DB Regio AG berufen. Am 18. September 2024 wurde ihr Vertrag um fünf Jahre, bis 2030, verlängert. Seit 2024 besitzt sie als einziges Vorstandsmitglied der Deutschen Bahn einen Triebfahrzeugführerschein.
Evelyn Palla ist verheiratet und hat drei Kinder.